# Lengyel Zoltán (ügyvéd)
Lengyel Zoltán, Lengyel István Endre Zoltán (Kraszna, 1873. július 8. – Budapest, 1940. január 8.) ügyvéd, újságíró, országgyűlési képviselő.

## Életútja
Lengyel István és Korbuly Hermin fiaként született. Jogi tanulmányait Magyarországon végezte, majd 1901-től haláláig Budapesten működött ügyvédként. 1901-től függetlenségi párti programmal volt országgyűlési képviselő. 1904-től főszerkesztője volt a Független Magyarország című lapnak. Számtalan nagyszabású politikai perben védte a munkásmozgalmi tevékenységükért üldözött személyeket, mint pl. a vasutassztrájk szervezőinek pere, Rákosi-per, Sallai–Fürst-per. Védőként szerepelt a dánosi, ún. cigányperben és Haverda Mária gyilkossági perében is. 1918. augusztus 17-én Budapesten, a Józsefvárosban házasságot kötött a nála 18 évvel fiatalabb Gibbon Klotilddal, Gibbon Albert és Snell Ilona lányával. Tagja volt a Magyar–Lengyel Egyesületnek.